# Xing World
Xing World（エクシングワールド）は、ビズインターナショナルが勧誘をしていたバーチャル世界およびメタバースのこと。2009年現在は名称表記が”X-i”と変更されている。通信カラオケを運営するエクシングとは無関係。
インターネット上の架空の仮想空間への投資話で資金を詐取する「投資詐欺」「マルチ商法」「バーチャル原野商法」として2009年に社会問題となった。2007年から2009年の間に約2万5000人から91億円を集め、2009年時点で仮想世界が未完成であるにもかかわらず資金を返還しなかったことで行政指導を受け、業務を停止した。2011年、勧誘会社及びシステムの開発会社などの関係者が特定商取引法違反、詐欺罪などの罪で逮捕された。

## 概要
消費者庁により勧誘に問題があると指摘をされ業務停止の行政処分を受けた株式会社ビズインターナショナルが勧誘をしていた国産型仮想空間サービス。日本そのままの世界を仮想空間の中に投影し、仮想の社会が混乱しないよう自治体の設置やアバターによるキャラクターライセンスを提携するなど使い勝手の良さをうたっていた。
2009年10月15日に一般公開されるも、実際にはシステム開発を担当したフレパー・ネットワークスが提供する仮想空間プラットフォーム「Phantom」のオープンβテストサイトに誘導され、X-iとしての実体はほぼ存在しないことが確定した。
なお、2009年4月2日、宮城県はビズインターナショナルに対し、消費生活条例に基づく行政指導を行ったと発表、更に同年9月2日には、特定商取引法に基づく業務停止命令を行ったと発表した。詳細は行政処分までの経緯を参照。さらにその後2009年11月27日には消費者庁から6ヶ月間の業務停止処分が下り、新規の販売活動が全国的に差し止められた。
2010年4月28日に、ビズインターナショナルによるマルチ商法に絡み、「仮想空間の開発は不可能だったのに、多額の入会費用を支払わされた」などとして、大阪府などの会員らが、ビズ社に対し計700万円の支払いを求める訴訟を、大阪地裁に起こした。
2010年5月27日には、埼玉県警が特定商取引法違反（不実の告知）の疑いで、ビズインターナショナル、フレパー・ネットワークスなど関係先約20箇所を家宅捜索した。

## 4つのスポット
Xing Worldには4つの楽しめるスポットがあり、言葉の頭文字を使ったアイコンが仮想世界に設置されるとの発表がされているが、まだ実装されていない。
- (E) エナジースポット - 食事をしたり休憩をすることで、アバターのエネルギーを補充する。
- (C) コミュニケーションスポット - メニューに付属しているIPフォンで電話ができる。
- (S) ショッピングスポット - 店舗が存在し、買い物ができる。
- (G) ゲームスポット - ゲームが楽しめる。

## 4つのビジネス
ビジネス面においても4つのビジネスモデルが存在する。
- 労働 - 仮想世界の中で実際に働くビジネス。
- 広告代理業 - イベントや宣伝業務。
- ショップ運営 - 商品の販売など
- 不動産ビジネス - 仮想世界上の土地の賃貸・売買業務

ビズインターナショナルの紹介ビデオでは仮想世界の土地購入による初期投資が成功のポイントと説いているが、そのビジネス方法がマルチ商法ではないかと指摘を受けている。

## ベータ版仕様
2009年7月6日にサービスを提供開始したベータ版の時点での仕様は、以下の通り。
- ダウンロードファイルサイズ 1.5GB（展開後3GB超）。Cドライブ直下に固定パスでファイルを展開するため、Cドライブに50GBの空きがなければ動作しない（動作スペックより）。
- アバターのスキンデータ、街のテクスチャは全てビットマップで作成されていて、ローカルファイルに保存されている。
- アバターは10種類の中から選択するだけで、カスタマイズは不可能。街もカスタマイズ不可能。
- アバターの動作は基本的にキー操作で行う。Ctrlなどと組み合わせて高速移動や空中浮遊が可能。マップをホイールクリックすると瞬間移動。
- 建物は外観のみ作成されており、内部への進入は不可。またテクスチャが貼られているのは表通りだけで、裏通りは灰色の世界。
- アイテムはランダム表示するだけで使用することはできない。
- チャットは1会話最大20文字。街の全域が会話の対象となっている。最新の会話が下に出てくる上スクロール仕様。

| Xiiにおける本来の仕様                               | ベータ版時点での実装状況       |
| --------------------------------------------------- | ------------------------------ |
| Microsoft Windows XP が動作する一般的な環境         | 最高クラスのスペックが必要     |
| 携帯電話でも動作可                                  | 不明                           |
| テレビでも動作可                                    | Windows 搭載パソコンのみ       |
| 街に人が溢れている                                  | ログインユーザーのみ存在       |
| 全国約2600ヶ所のランドマーク                        | 新宿の一部を再現               |
| 好みの住宅を建設することが可能                      | 不可                           |
| アバターは性別・年齢・容姿などを変更可能            | カスタマイズ機能なし           |
| 仮想通貨の交換はイーバンクが担当                    | 不可                           |
| IPフォンで会話ができる                              | 不明                           |
| 自分の愛車で高速道路を走る                          | 車は存在しない                 |
| ユーザー同士のコミュニケーションが可能              | 最長20文字までのチャットが可能 |
| 不動産ビジネスができる                              | 不可                           |
| 商品販売ビジネスができる                            | 不明                           |
| テーマパークの建設が可能                            | 不可                           |
| アバターの居住が義務付けられている                  | ビル内には入れない             |
| アバターの食事が必須                                | 未実装                         |
| 世界最高峰のスーパーコンピューターZ10を使用している | 不明                           |
| プログラミング技術が無くても好きなビジネスができる  | 不可                           |

### バージョン0.92における変更点
2009年8月1日よりバージョンが0.91から0.92となり、以下の変更が行われた。
- インストーラーが付属した。
- 画像形式がビットマップから、DirectX仕様のものに変更された。
- ファイルサイズが1GB（展開後1.5GB）程度まで小さくなった。なお、旧バージョンをインストール済みの場合は、アンインストールした後に再インストールとなる。

## 公開版の仕様
2009年10月15日の一般公開開始時点での仕様は以下の通り。
- Phantomにユーザー登録すれば誰でもダウンロード及びログインする事ができる。
- チャットは会話スペースでのみ可能な仕様となった。
- 会話スペース内で食料の購入などはできる。
- 新宿、渋谷、銀座、大阪の4つの街へ行き来できる。
- アイテムを路上へ捨てることができる。また、アイテムを拾う事もできる。
- お辞儀ができる。

## 行政処分までの経緯
2009年4月3日、宮城県は業者名を公表して情報提供の呼びかけを実施した。主な問題点は以下の通り。
- 勧誘するに際し、同社の名称、勧誘をする目的である旨及び当該勧誘に係る商品の種類を明らかにしていなかった
- 契約締結までに消費者に交付しなければならない概要書面を交付していなかった
- 成功が約束されているような断定的判断を提供して勧誘していた
- お金がないという者には消費者金融の利用を勧めたり、仄めかして勧誘していた
- その場で契約を締結する意思がないことを表示しているにもかかわらず、「威圧的な態度で執拗に勧誘していた
- その勧誘に際し、長時間かつ深夜に及ぶまで執拗に勧誘していた
- 消費者が特定負担や特定利益について十分に理解していないにもかかわらず、消費者の友人との信頼関係から契約の締結を断れない雰囲気に誘導していた

2か月以上が経過した6月15日、ビズ・インターナショナルは処分を発表、代理店からの除名者1、代理店の資格無期限停止3という内容である。6月24日には、今後の方針等を発表。
内容はお詫びと社内体制の見直し、そして以下の注意喚起となっている。
1. 勧誘にあたっては、正確な情報を伝えること
2. 契約にあたっては、案内手順を遵守すること
3. 不確実な情報提供の禁止
4. 代理店制度への加入はあくまで個人の判断に基くこと
5. 未成年者・学生及び判断能力が十分でないと思われる高齢者に対する勧誘は禁止

同年9月3日、宮城県はビズインターナショナルを4か月の業務停止命令とした。これにより、宮城県においての活動は制限されることとなった。